# 中国社会科学院欧洲研究所
中国社会科学院欧洲研究所是中华人民共和国的一家欧洲问题研究机构，成立于1981年5月，是中国社会科学院的直属研究单位。